# Valêncio Xavier
Valêncio Xavier Niculitcheff (São Paulo, 21 de março de 1933 – Curitiba, 5 de dezembro de 2008) foi um escritor, cineasta, roteirista e diretor de TV brasileiro. Recebeu o Prêmio Jabuti de melhor produção editorial em 1999.

## Biografia
Paulistano de nascimento, Valêncio mudou-se para a cidade de Curitiba aos 21 anos de idade. Ali trabalhou na TV Paranaense (atual RPC TV) e na afiliada da Rede Tupi, a TV Paraná (atual CNT). Neste meio, escreveu dramas e chegou a dirigir episódios do Globo Repórter.
Atrás das câmeras, agora voltado ao cinema, atuou como diretor, assistente de direção, montador, roteirista e consultor. Dirigiu vídeos como: "O Pão Negro – Um Episódio da Colônia Cecília", de 1993 e "Os 11 de Curitiba, Todos Nós", entre outros.  Recebeu o prêmio de Melhor Filme de Ficção na IX Jornada Brasileira de Curta-metragem, por Caro Signore Feline, de 1980.
Em 1975, com Francisco Alves dos Santos, criou a Cinemateca de Curitiba, ligada à Fundação Cultural de Curitiba. Também exerceu a função de diretor em museus e espaços culturais da capital.
Nas letras, Valêncio Xavier escreveu narrativas em jornais e revistas como Nicolau, Revista USP e o caderno Mais! da Folha de S. Paulo. Foi colunista do jornal Gazeta do Povo de 1995 a 2003.
Xavier traduziu "Conversa na Sicília" em 2002, de Elio Vittorini, com Maria Helena Arrigucci. Algumas de suas obras inspiraram peças de teatros e o livro "O Mez da Grippe" virou filme, dirigido por Beto Carminati.
Em sua homenagem, foi criado em 2007 pelo Governo do Paraná e por proposta da atriz Ittala Nandi, o Prêmio Valêncio Xavier, dado a àqueles que se destacaram no meio cultural nacional brasileiro.
Morreu aos 75 anos e 8 meses na manhã de 5 de dezembro de 2008, devido a complicações de uma pneumonia.